# Lophophacidium hyperboreum
Lophophacidium hyperboreum är en svampart som beskrevs av Lagerb. 1949. Lophophacidium hyperboreum ingår i släktet Lophophacidium och familjen Phacidiaceae.  Arten är reproducerande i Sverige. Inga underarter finns listade i Catalogue of Life.